# Тинкара Ковач
Тинкара Ковач (на словенски: Tinkara Kovač) е словенска певица и музикантка.
Печели 2 пъти награди на фестивала „Melodije morja in sonca“, участва в „Евровизия 2014“ като представител на Словения.

## Биография
Родена е в Копер на 3 септември 1978 година. Пее от 4-годишна, занимава се активно с музика от 7-годишна, а на 9 години споделя 1-вото място на фестивала „Veseli Tobogan“ в Декани. Скоро е забелязана от продуцента Боян Адамич, който ѝ предлага дългосрочен договор, но родителите ѝ отказват.
През 1997 година печели награда за „най-обещаващ изпълнител“ на фестивала „Melodije morja in sonca“, където участва с песен по музика на Данило Коцянчич, станал не след дълго автор на всички песни от дебютния ѝ албум. Същата година подписва първия си звукозаписен договор и дебютният ѝ албум, „Ne odhaja poletje“, става факт, като получава златен сертификат и две награди „Златен петел“. Получава още две награди – за проекта си „Terra Mystica“. През 1999 година под името „Košček neba“ излиза вторият ѝ албум, станал платинен.
Подписва с „Далас Рекърдс“ във време, в което изпълнява предимно написани от самата нея песни. През 2001 година излиза третият ѝ албум, носещ името „Na robu kroga“, който също става златен, но и съдържа пет хитови сингъла. Тинкара и групата ѝ провеждат към четиридесет концерта на година. Записва дуетна песен с Карлос Нунес.
Участва в над 800 концерта в Австрия, Италия, Словения и Хърватия. Класирана е на първо място в MTV класацията за Словения. Четвъртият ѝ албум е наречен „O-range“; премиерата му се състои в люблянския културен център „Цанкарьев дом“, където певицата излиза на една сцена с Масимо Бубола и Пол Милнс. Албумът жъне голям успех в Гърция, Италия, Република Македония и Хърватия.
През 2004 година кани на свой концерт Иън Андерсън от „Джетро Тъл“. Андерсън също ѝ отвръща с покана и тя тръгва с него на турне из Европа, на което се изявява като гост-изпълнител. Участва на редица фестивали. В неин съвместен концерт с италианската рок звезда Елиза през лятото на 2005 година се събират над осем хиляди души. През есента среща папа Бенедикт XVI и е поканена да свири с Ватиканския симфоничен оркестър. Следващия си албум, „Aqa“, издава през 2007 година. Гаструлира и с Робърт Плант.
През 2009 година издава компилация с най-добрите си хитове. След три години излиза албумът ѝ „Rostemo“. През януари 2013 година издава специален проект, включващ приспивни песни и истории на различни диалекти. Изпълнява песента „Mars in Venera“ на тридесет и третото издание на „Melodije morja in sonca“ и ѝ е присъдена първа награда.
През 2014 година е избрана да представи страната си на песенния конкурс „Евровизия 2014“. Преди това Тинкара е имала три неуспешни опита: през 1997 (десето място), 1999 (второ място) и 2001 година (пето място).

### Образование
Завършва музикалното училище в родния си град, а по-късно и триестката консерватория „Джузепе Тартини“ със специалност „Флейта“. Учи за преводач от английски и италиански като почасов студент.